# Cubo de Bureba
Cubo de Bureba ist ein nordspanischer Ort und eine Landgemeinde (municipio) mit nur noch 101 Einwohnern (Stand: 2024) in der Provinz Burgos in der Autonomen Gemeinschaft Kastilien-León.

## Lage und Klima
Der Ort Cubo de Bureba liegt in ca. 685 m Höhe am bereits in der Steinzeit genutzten „Korridor von La Bureba“, einer Verbindung zwischen dem oberen Ebro-Tal und den Landschaften nördlich des Duero. Die Provinzhauptstadt Burgos befindet sich gut 57 km (Fahrtstrecke) südwestlich; die nächstgrößere Stadt, Miranda de Ebro, liegt knapp 26 km nordöstlich. Das Klima im Winter ist rau, im Sommer dagegen gemäßigt und warm; der für spanische Verhältnisse reichliche Regen (ca. 720 mm/Jahr) fällt – mit Ausnahme der Sommermonate – übers Jahr verteilt.

## Bevölkerungsentwicklung
| Jahr      | 1857 | 1900 | 1950 | 2000 | 2017 |
| Einwohner | 764  | 512  | 491  | 113  | 101  |

Die Mechanisierung der Landwirtschaft und die Stilllegung kleinerer Bauernhöfe haben seit der Mitte des 20. Jahrhunderts zu einem Verlust von Arbeitsplätzen und somit zu einer Abwanderung von Menschen in die größeren Städte geführt (Landflucht).

## Wirtschaft
Die Einwohner der Gemeinde lebten jahrhundertelang im Wesentlichen als Selbstversorger von der Landwirtschaft (Ackerbau, Weinbau und Kleinviehhaltung); erst seit der Mitte des 20. Jahrhunderts wird auch für den überregionalen Markt produziert. Der Tourismus in Form der Vermietung von Ferienwohnungen (casas rurales) spielt seit den 1960er Jahren ebenfalls eine gewisse Rolle für die Einnahmen der Gemeinde.

## Geschichte
Die Umgebung des Ortes war schon den Menschen der Steinzeit und der Antike als viel genutzter Verbindungsweg bekannt; Kelten vom Stamm der Autrigonen siedelten hier und die Römer nannten ihre spätere Ansiedlung Tritium Autrigonum. Im 8. und frühen 9. Jahrhundert befand sich die Gegend unter islamischem Einfluss, doch wurde das Gebiet wegen des ungewohnt rauen und regnerischen Klimas von den Berbern weder dauerhaft besiedelt noch verteidigt. Ende des 9. Jahrhunderts erhielt der kastilische Graf Diego Rodríguez Porcelos von König Alfons III. von Asturien den Auftrag zur Wiederbesiedlung (repoblación) des entvölkerten Gebietes. Die erstmalige Erwähnung des Ortsnamens Cupo stammt aus dem Jahr 1065.

## Sehenswürdigkeiten
- Die dreischiffige Iglesia de San Millán Abad stammt aus dem 18. Jahrhundert. Während der eigentliche Kirchenbau mit seinen Strebepfeilern noch gotisch wirkt, lassen die rechteckigen Fenster keinen Zweifel an ihrem barocken Ursprung. Besonders hervorzuheben ist das Obergeschoss des ebenfalls  barocken Glockenturms (campanario) mit seiner von einer Balustrade umgebenen Rippenkuppel mit einer abschließenden Laterne. Das gegenüber dem Turm eher zurückhaltend gestaltete Portal zeigt eine Figur des hl. Aemilianus von Cogolla. Im Inneren beeindrucken das Chorgestühl (sillería) und die alte Orgel.
- Auf dem Dorfplatz steht ein Brunnen aus dem Jahr 1902 mit einem kastilisch-leonesischen Wappen.